# Xorazm FK Urganch
El Xorazm FK Urganch es un equipo de fútbol de Uzbekistán que juega en la Primera Liga de Uzbekistán, la segunda categoría de fútbol en el país.

## Historia
Fue fundado en el año 1972 en la ciudad de Urganch con el nombre Yanguiaryk, y han cambiado de nombre en varias ocasiones:
- 1972-89: Yanguiaryk
- 1989-95: Jayxun
- 1995-96: Dinamo (refundado)
- 1996-2002: Khorezm
- 2002-03: Jayxun
- 2003-hoy: Xorazm

Durante el periodo soviético pasó jugando en las divisiones regionales de Uzbekistán, y ni siquiera tras la independencia de Uzbekistán abandonaba las divisiones regionales.
Fue hasta 1994 que consigue el ascenso a la Primera Liga de Uzbekistán en donde terminó en el lugar 14, y en la siguiente temporada gana el título de liga y obtiene el ascenso a la Super Liga de Uzbekistán por primera vez en su historia.
Estuvieron 5 temporadas en la primera división hasta que descendieron en el 2000 luego de terminar en el lugar 19 entre 20 equipos, y en 2005 logra el subcampeonato de la Primera Liga de Uzbekistán retornando a la primera división.
Su regreso fue también despedida porque solo hicieron 3 puntos durante toda la temporada (3 empates), 21 goles anotados y 127 en contra, con lo que ha sido uno de los peores equipos en una temporada en la Liga de fútbol de Uzbekistán.
En 2008 gana el título de la Primera Liga de Uzbekistán y consigue regresar a la Liga de fútbol de Uzbekistán, permaneciendo en la liga por dos temporadas hasta que en 2010 desciende luego de terminar en último lugar entre 14 equipos.

## Palmarés
- Primera Liga de Uzbekistán: 2

1995, 2008